# 1080 (manobra)
1080 é uma manobra de skate executada num skatepark que consiste em dar 3 voltas completas no ar (3x 360 graus = 1080º). Em 30 de março de 2012, Tom Schaar, skatista norte-americano com 12 anos de idade, tornou-se o primeiro skatista a realizar esta manobra (na horizontal) em uma megarrampa construída (e adaptada para o feito) na cidade de Tehachapi, na Califórnia. O primeiro skatista a realizar essa manobra na vertical foi o brasileiro Gui Khury em maio de 2020.